# 日本・ベラルーシ経済フォーラム
日本・ベラルーシ経済フォーラム（ベラルーシ語: Беларуска-японскі эканамічны форум、ロシア語: Белорусско-японский экономический форум、英語: Belarus–Japan Economic Forum）は、日本とベラルーシの経済貿易関係などをテーマに開催される国際会議である。2018年5月、東京と大阪で第1回となるフォーラムが開催された。

## 概説
|       | 開催年        | 開催地   | 主な参加者                                       | 備考              |
| ----- | ------------- | -------- | ------------------------------------------------ | ----------------- |
| 第1回 | 2018年5月10日 | 東京都   | ヴァレリー・マラシコ保健大臣                     | [ 3 ] [ 4 ]       |
| 第1回 | 2018年5月11日 | 大阪府   | ヴァレリー・マラシコ保健大臣、松井一郎大阪府知事 | [ 3 ] [ 5 ]       |
| 第2回 | 2019年9月18日 | ミンスク | イーゴリ・リャシェンコ副首相、松平浩一衆議院議員 | [ 6 ] [ 7 ] [ 8 ] |